# Рагузинский-Владиславич, Ефим Иванович
Граф Ефим Иванович Рагузинский-Владиславич (1691—1749) — русский государственный и военный деятель, генерал-поручик.

## Биография
Родился 20 (30) января 1691 года. Боснийский серб. Сын Йована Дукича (Лукича) Старшего, племянник известного авантюриста Саввы Рагузинского.
Вместе с дядей 22 июля 1704 года отправился морем из Константинополя в Россию. Савву Рагузинского турки подозревали в шпионаже и арестовали около Керчи, а Ефим прибыл в Азов. Через несколько месяцев Савва также прибыл в Россию, и в послании графу Ф. А. Головину 7 июля 1705 из ставки Ивана Мазепы писал: «Племянника моего Ефима Ивановича, сироту, царскому пресветлому величеству и вашей вельможности во всем сердечно вручаю, пожалуй покажи обыклую свою доброту и милость вашего превосходительства над оным, а я по вся дни живота моего буду просити у вышняго всякую честь и благополучие вашей вельможности».
Пётр I принял Ефима под свое покровительство, но тот не проявлял усердия в занятиях, и в письме 25 мая 1710 царь из Петербурга сообщал Г. Г. Скорнякову-Писареву в Выборг: «Послали мы к вам Ефима Рагузинского, которому вели быть при себе. И чтоб он не гулял, а учился бомбардирству при вас». Рагузинский прибыл в Выборг 27 мая 1710 вместе с подполковником Преображенского полка князем В. В. Долгоруковым.
К декабрю 1711 года Ефим находился в Париже, но где именно он проходил военное обучение, неизвестно, и никакого аттестата он не получил, зато из-за своего разгульного образа жизни оказался в долговой тюрьме, жалуясь, что не получает приличного содержания от дяди. Капитан-поручик К. Н. Зотов, посланный во Францию волонтером во флот, просил Петра выручить Рагузинского из тюрьмы, чтобы тот не позорил русскую колонию. Во время визита в Париж в 1717 году царь писал Савве Рагузинскому, что ему пришлось заплатить крупную сумму в счет погашения долгов его племянника.
17 сентября 1717 Ефим вступил в брак с француженкой Полетт N, в 1728 году, бросив в Париже жену и пятерых детей, вернулся в Россию. Савва, вернувшись из китайского посольства, пытался через французских дипломатов, обсуждавших российский таможенный тариф, добиться для племянника аттестата, но преуспел ли он в этом, неизвестно.
Указом Екатерины I от 24 февраля 1725 Ефим Рагузинский, как родственник Саввы был признан в графском достоинстве, которое Рагузинские имели в Дубровницкой республике, и получил право сменить фамилию на «Владиславич».
В России ему удалось сделать карьеру: 2 января 1741 года стал действительным статским советником, 25 апреля 1742 года по случаю коронации императрицы Елизаветы Петровны получил орден Святого Александра Невского, в 1742 году произведен в генерал-майоры, 15 июня 1744 — в генерал-поручики.
В 1741 году вместе с братом Моисеем унаследовал огромное состояние покойного брата Гавриила, за которое вел тяжбу с другими братьями.
Умер 6 (17) марта 1749 года в Москве, похоронен в Николо-Греческом монастыре «в трапезной под полом».
Вдова Ефима Рагузинского пыталась добиться получения части состояния мужа, писала об этом графу Моисею, а в письме, переданном канцлеру М. И. Воронцову в 1762 году, просила содействия, утверждая, что муж ее вернулся в Россию, так как не получал помощи от родных; после его отъезда она на собственные средства была вынуждена содержать детей, последний из которых умер в 1754 году, а также выплачивать долги Ефима. Письмо было 14 ноября 1762 передано в Сенат, но, по утверждению князя А. Б. Лобанова-Ростовского, отказавшись ехать с мужем в Россию, она утратила права на его наследство.
Биограф Саввы Рагузинского Йован Дучич приводит высказывание о Ефиме одного из его родственников, Матвея Павловича Владиславича: «Фигурой и лицом прекрасен, человека такой красоты мало где можно видеть, но в речи был свиреп и дерзок».